# Maryna Bech-Romančuk
Maryna Oleksandrivna Bech-Romančuk (in ucraino Марина Олександрівна Бех-Романчук?; Moroziv, 18 luglio 1995) è una lunghista e triplista ucraina, campionessa europea del salto triplo a Monaco di Baviera 2022 e campionessa europea indoor del salto in lungo a Toruń 2021.

## Biografia
È sposata con il nuotatore Mychajlo Romančuk.
Nel maggio 2025 è stata provvisoriamente sospesa a causa di una positività al testosterone durante un test antidoping.

## Progressione

### Salto in lungo
| Stagione | Misura | Luogo         | Data      | Rank. Mond. |
| -------- | ------ | ------------- | --------- | ----------- |
| 2019     | 6,85 m | Dessau        | 14-6-2019 | 8ª          |
| 2018     | 6,73 m | Berlino       | 11-8-2018 | 23ª         |
| 2017     | 6,59 m | Kropyvnyc'kyj | 6-7-2017  | 53ª         |
| 2016     | 6,93 m | Luc'k         | 17-6-2016 | 7ª          |
| 2015     | 6,63 m | Charkiv       | 21-5-2015 | 51ª         |
| 2014     | 6,36 m | Kiev          | 13-6-2014 | 137ª        |
| 2013     | 6,78 m | Jalta         | 6-6-2013  | 16ª         |
| 2012     | 6,36 m | Jalta         | 31-5-2012 | 170ª        |
| 2011     | 6,47 m | Donec'k       | 18-7-2011 | 102ª        |
| 2010     | 6,10 m | Jalta         | 23-4-2010 | 388ª        |

### Salto in lungo indoor
| Stagione | Misura | Luogo    | Data       | Rank. Mond. |
| -------- | ------ | -------- | ---------- | ----------- |
| 2018/19  | 6,85 m | Sumy     | 8-2-2019   | 4ª          |
| 2017/18  | 6,67 m | Sumy     | 10-2-2018  | 10ª         |
| 2016/17  | 6,71 m | Belgrado | 4-3-2017   | 9ª          |
| 2015/16  | 6,51 m | Kiev     | 25-12-2015 | 32ª         |
| 2014/15  | 6,41 m | Sumy     | 14-2-2015  | 50ª         |
| 2013/14  | 6,27 m | Kiev     | 10-1-2014  | 103ª        |
| 2012/13  | 6,34 m | Kiev     | 11-1-2013  | 69ª         |
| 2011/12  | 5,92 m | Kiev     | 13-1-2012  | 404ª        |
| 2010/11  | 6,32 m | Mahilëŭ  | 25-2-2011  | 87ª         |

## Palmarès
| Anno | Manifestazione  | Sede           | Evento                | Risultato      | Prestazione | Note                                                                   |
| ---- | --------------- | -------------- | --------------------- | -------------- | ----------- | ---------------------------------------------------------------------- |
| 2011 | Mondiali U18    | Lilla          | Salto in lungo        | 5ª             | 6,05 m      |                                                                        |
| 2012 | Mondiali U20    | Barcellona     | Salto in lungo        | 8ª             | 6,35 m      |                                                                        |
| 2013 | Europei U20     | Rieti          | Salto in lungo        | Bronzo         | 6,44 m      |                                                                        |
| 2013 | Mondiali        | Mosca          | Salto in lungo        | 25ª (q)        | 6,31 m      |                                                                        |
| 2014 | Mondiali U20    | Eugene         | Salto in lungo        | 9ª             | 5,95 m      |                                                                        |
| 2015 | Europei indoor  | Praga          | Salto in lungo        | 16ª (q)        | 6,27 m      |                                                                        |
| 2015 | Europei U23     | Tallinn        | Salto in lungo        | 6ª             | 6,50 m      |                                                                        |
| 2016 | Europei         | Amsterdam      | Salto in lungo        | 12ª            | 6,29 m      |                                                                        |
| 2016 | Giochi olimpici | Rio de Janeiro | Salto in lungo        | Finale         | nm          |                                                                        |
| 2017 | Europei indoor  | Belgrado       | Salto in lungo        | 7ª             | 6,59 m      |                                                                        |
| 2017 | Europei U23     | Bydgoszcz      | Salto in lungo        | Bronzo         | 6,48 m      |                                                                        |
| 2017 | Mondiali        | Londra         | Salto in lungo        | 18ª (q)        | 6,36 m      |                                                                        |
| 2018 | Mondiali indoor | Birmingham     | Salto in lungo        | 10ª            | 6,37 m      |                                                                        |
| 2018 | Europei         | Berlino        | Salto in lungo        | Argento        | 6,73 m      | Miglior prestazione personale stagionale                               |
| 2019 | Europei indoor  | Glasgow        | Salto in lungo        | Bronzo         | 6,84 m      |                                                                        |
| 2019 | Giochi europei  | Minsk          | Salto in lungo        | Bronzo         | 6,58 m      |                                                                        |
| 2019 | Giochi europei  | Minsk          | Dynamic New Athletics | Oro            | –           |                                                                        |
| 2019 | Universiadi     | Napoli         | Salto in lungo        | Oro            | 6,84 m      |                                                                        |
| 2019 | Mondiali        | Doha           | Salto in lungo        | Argento        | 6,92 m      | Miglior prestazione personale stagionale                               |
| 2021 | Europei indoor  | Toruń          | Salto in lungo        | Oro            | 6,92 m      | Miglior prestazione mondiale stagionale                                |
| 2021 | Giochi olimpici | Tokyo          | Salto in lungo        | 5ª             | 6,88 m      |                                                                        |
| 2022 | Mondiali indoor | Belgrado       | Salto in lungo        | 6ª             | 6,73 m      | Miglior prestazione personale stagionale                               |
| 2022 | Mondiali indoor | Belgrado       | Salto triplo          | Argento        | 14,74 m     | Miglior prestazione personale                                          |
| 2022 | Mondiali        | Eugene         | Salto in lungo        | 8ª             | 6,82 m      |                                                                        |
| 2022 | Mondiali        | Eugene         | Salto triplo          | 11ª            | 13,91 m     |                                                                        |
| 2022 | Europei         | Monaco         | Salto in lungo        | 4ª             | 6,76 m      |                                                                        |
| 2022 | Europei         | Monaco         | Salto triplo          | Oro            | 15,02 m     | Miglior prestazione europea stagionale · Miglior prestazione personale |
| 2023 | Giochi europei  | Chorzów        | Salto triplo          | Oro            | 14,58 m     | [ 3 ]                                                                  |
| 2023 | Mondiali        | Budapest       | Salto in lungo        | Qualificazione | nm          |                                                                        |
| 2023 | Mondiali        | Budapest       | Salto triplo          | Argento        | 15,00 m     | Miglior prestazione personale stagionale                               |
| 2024 | Giochi olimpici | Parigi         | Salto triplo          | 11ª            | 13,98 m     |                                                                        |

## Campionati nazionali
- 4 volte campionessa nazionale assoluta del salto in lungo (2015, 2016, 2017, 2018)
- 4 volte campionessa nazionale assoluta indoor del salto in lungo (2015, 2017, 2018, 2019)
- 2 volte campionessa nazionale juniores del salto in lungo (2012, 2014)
- 2 volte campionessa nazionale juniores indoor del salto in lungo (2013, 2014)
- 1 volta campionessa nazionale allieve del salto in lungo (2010)

2010
- Oro ai campionati ucraini allievi (Jalta), salto in lungo - 6,10 m

2012
- Oro ai campionati ucraini juniores (Jalta), salto in lungo - 6,36 m
- 8ª ai campionati ucraini assoluti (Jalta), salto in lungo - 6,32 m
- Oro ai campionati ucraini allievi (Vinnycja), salto in lungo - 6,13 m

2013
- Oro ai campionati ucraini juniores indoor (Sumy), salto in lungo - 6,30 m
- Eliminata in batteria ai campionati ucraini juniores indoor (Sumy), 200 metri piani - 26"38
- 4ª ai campionati ucraini assoluti (Jalta), salto in lungo - 6,30 m
- 4ª ai campionati ucraini universitari (Jalta), salto triplo - 13,07 m

2014
- Oro ai campionati ucraini juniores indoor (Sumy), salto in lungo - 6,26 m
- Oro ai campionati ucraini juniores (Kiev), salto in lungo - 6,36 m

2015
- Oro ai campionati ucraini assoluti indoor (Sumy), salto in lungo - 6,41 m
- Oro ai campionati ucraini under 23 (Kirovohrad), salto in lungo - 6,27 m
- Oro ai campionati ucraini assoluti (Kirovohrad), salto in lungo - 6,60 m

2016
- Oro ai campionati ucraini assoluti (Luc'k), salto in lungo - 6,93 m

2017
- Oro ai campionati ucraini assoluti indoor (Sumy), salto in lungo - 6,64 m
- 8ª ai campionati ucraini universitari (Luc'k), 100 metri piani - 12"80
- In finale ai campionati ucraini universitari (Luc'k), salto in lungo - nm
- Oro ai campionati ucraini assoluti (Kropyvnytskiy), salto in lungo - 6,59 m

2018
- Oro ai campionati ucraini assoluti indoor (Sumy), salto in lungo - 6,67 m
- Oro ai campionati ucraini assoluti (Luc'k), salto in lungo - 6,86 m w

2019
- Oro ai campionati ucraini assoluti indoor (Sumy), salto in lungo - 6,85 m

## Altre competizioni internazionali
2011
- Oro al Festival olimpico della gioventù europea ( Trebisonda), salto in lungo - 6,25 m

2019
- Oro ai campionati dei Balcani indoor ( Istanbul), salto in lungo - 6,76 m